# Миронов, Пётр Иванович
Пётр Иванович Миронов (1794—1870) — генерал-лейтенант, участник Отечественной войны 1812 года, русско-персидской войны 1826—1828 гг., русско-турецкой войны 1828—1829 гг., Кавказских походов 1829—1831 гг. и Крымской войны 1853—1856 гг.

## Биография
Происходил из дворян Санкт-Петербургской губернии.
Службу начал в 1804 году подканцеляристом в Санкт-Петербургском надворном суде, в 1806 году перемещён на ту же должность в 1-й департамент Правительствующего Сената и в 1808 году произведён в статские регистраторы. В 1810 году принят в Лесовой департамент, в 1811 году по упразднении этого департамента был переведён на службу по Министерству финансов и Департамент государственных имуществ.
В 1812 году при объявлении Высочайшего манифеста о созыве народного ополчения Миронов записался в ополчение Санкт-Петербургской губернии и принимал участие в отражении нашествия Наполеона в Россию. После изгнания французов он был в Заграничном походе, находился при осаде Данцига и в 1814 году за отличие был произведён в подпоручики Литовского уланского полка. В 1816 году получил чин поручика.
В 1817 году Миронов был переведён на Кавказ в Низовский пехотный полк и с тех пор вплоть до самого выхода в отставку почти непрерывно принимал участие в военных действиях на Кавказе. В 1819 году он за отличие против горцев был произведён в штабс-капитаны. С 1821 года переведён в Нижегородский драгунский полк и в 1822 году был произведён в капитаны.
В 1824 году Миронов был за болезнью уволен со службы, но через два года вернулся в строй. Участник русско-персидской войны 1826—1828 гг. Был зачислен в Навагинский пехотный полк, в рядах которого в 1828 и 1829 годах принимал участие в кампании против турок, отличился под Ардебилем и в 1829 году получил чин майора. Служил под началом командующего войсками на Кавказской линии Г. А. Эммануэля начальником Иваношебского укрепления.
В 1832 году Миронов был назначен батальонным командиром в Навагинском полку. В 1833 году он состоял под командой полковника Засса и при занятии переправы через Лабу был ранен ружейной пулей в левую ногу выше колена, за отличие в этой кампании был награждён орденом св. Владимира 4-й степени с бантом. В 1836 году он отличился в походе за Кубанью. В 1838 году был назначен командиром Черноморского № 2 линейного батальона и в 1841 году произведён в подполковники. 11 декабря 1840 года он был награждён орденом св. Георгия 4-й степени (№ 6329 по кавалерскому списку Григоровича — Степанова).
В 1844 году Миронов, получив чин полковника, был назначен комендантом Анапы и начальником 3-го отделения Черноморской береговой линии. 17 марта 1851 года за отличие против горцев в кампании 1850 года он был удостоен золотой полусабли с надписью «За храбрость». В 1852 году произведён в генерал-майоры.
В начале 1853 года генерал-майор Миронов занимал должность начальника штаба I отделения Черноморской береговой линии.
Во время Восточной войны Миронов состоял начальником III отделения Черноморской береговой линии.
Известие о взятии турками поста Св. Николая произвело панику среди населения Редут-Кале и Сухума и было совершенной неожиданностью для наших крейсеров, плававших у Пицунды. Находившийся в Сухуме начальник III отделения Черноморской береговой линии генерал-майор Миронов решился немедленно отправиться туда на стоявшем в Сухуме пароходе «Колхида» с ротой Черноморского линейного N 11 батальона, чтобы проверить это известие, ободрить жителей Редут-Кале и в случае надобности поддержать наши войска с моря .
В 1855 году за отличия против турок был награждён орденом святого Станислава 1-й степени, после чего в 1856 году был назначен командиром Черноморской линейной бригады. В 1860 году вышел в отставку с производством в генерал-лейтенанты.
Скончался Миронов 23 ноября 1870 года в Керчи.

## Награды
- Орден Святой Анны 4-й степени,
- Орден Святого Станислава 3-й степени,
- Орден Святого Владимира 4-й степени с бантом (1833),
- Орден Святого Георгия 4-й ст. (1840),
- Золотое оружие «За храбрость» (1851),
- Орден Святого Станислава 1-й ст. (1855).